# União para a Paz na República Centro-Africana

Territórios sob controle da UPC.

União para a Paz na República Centro-Africana (UPC, em francês:  Unité pour la paix en Centrafrique) é um movimento político-militar da República Centro-Africana, fundado em 25 de outubro de 2014 e resultante de uma cisão dentro da Seleka. É liderado por Ali Darassa, um peúle que reivindica defender os pastores da comunidade muçulmana..
O grupo rebelde controla partes do sul do país.

## História
A UPC foi formada em 17 de setembro de 2014 por Ali Darassa a partir de antigos elementos da Séléka. Seu quartel general inicialmente era Bambari, no entanto, foram forçados a recuar em 6 de março de 2017.  Em 10 de janeiro de 2019, o grupo lançou um pesado ataque às forças da MINUSCA em Bambari avançando para recuperar a cidade. Entretanto, foram repelidos e em resposta os paraquedistas portugueses invadiram sua base em Bokolobo, apreendendo algumas armas e destruindo alguns postos de controle. 

### Crimes de guerra
Em 29 de janeiro de 2019, dezoito pessoas foram mortas e 23 feridas quando os combatentes da UPC abriram fogo durante a cerimônia fúnebre em Ippy. 

## Organização
A UPC lucra com as minas de ouro e diamante nas áreas que controla, incluindo a mina de Ndassima, que compartilham o controle com a Frente Popular para o Renascimento da República Centro-Africana (FPRC).  Também lucram com o controle dos mercados de gado em Mobaye e Kouango. 

## Membros relevantes
Além do líder Ali Darassa, as principais personalidades conhecidas desse movimento são ː
- o porta-voz, Ahmat Nejad Ibrahim;[1]
- Hassan Bouba, que seria um membro importante da UPC, no qual desempenha o papel de consultor político.[8] Em 10 de outubro de 2017, o presidente da República Centro-Africana Faustin-Archange Touadéra o nomeou Ministro Conselheiro da Presidência da República.[9]